# 한국현대문학관
한국현대문학관(韓國現代文學館)은 한국문학자료의 영구보존, 한국문학의 활성화, 한국문학의 세계화에 기여할 목적으로 1996년 12월 24일 설립된 문화체육관광부 소관의 재단법인이다. 사무실은 서울특별시 중구 장충동2가 186-210에 있다.

## 주요 업무
- 문학자료관 운영
- 계간문학지(동서문학) 발간
- 상설 강연장 운영
- 한국문학의 선양사업

## 같이 보기
- 대한민국의 박물관과 미술관 목록